# 省农科院张掖九公里试验场
省农科院张掖九公里试验场，是中国甘肃省张掖市甘州区下辖的一个乡镇级行政单位。

## 行政区划
省农科院张掖九公里试验场共辖以下地区：
张掖九公里试验场虚拟村。